# Magnolia sapaensis

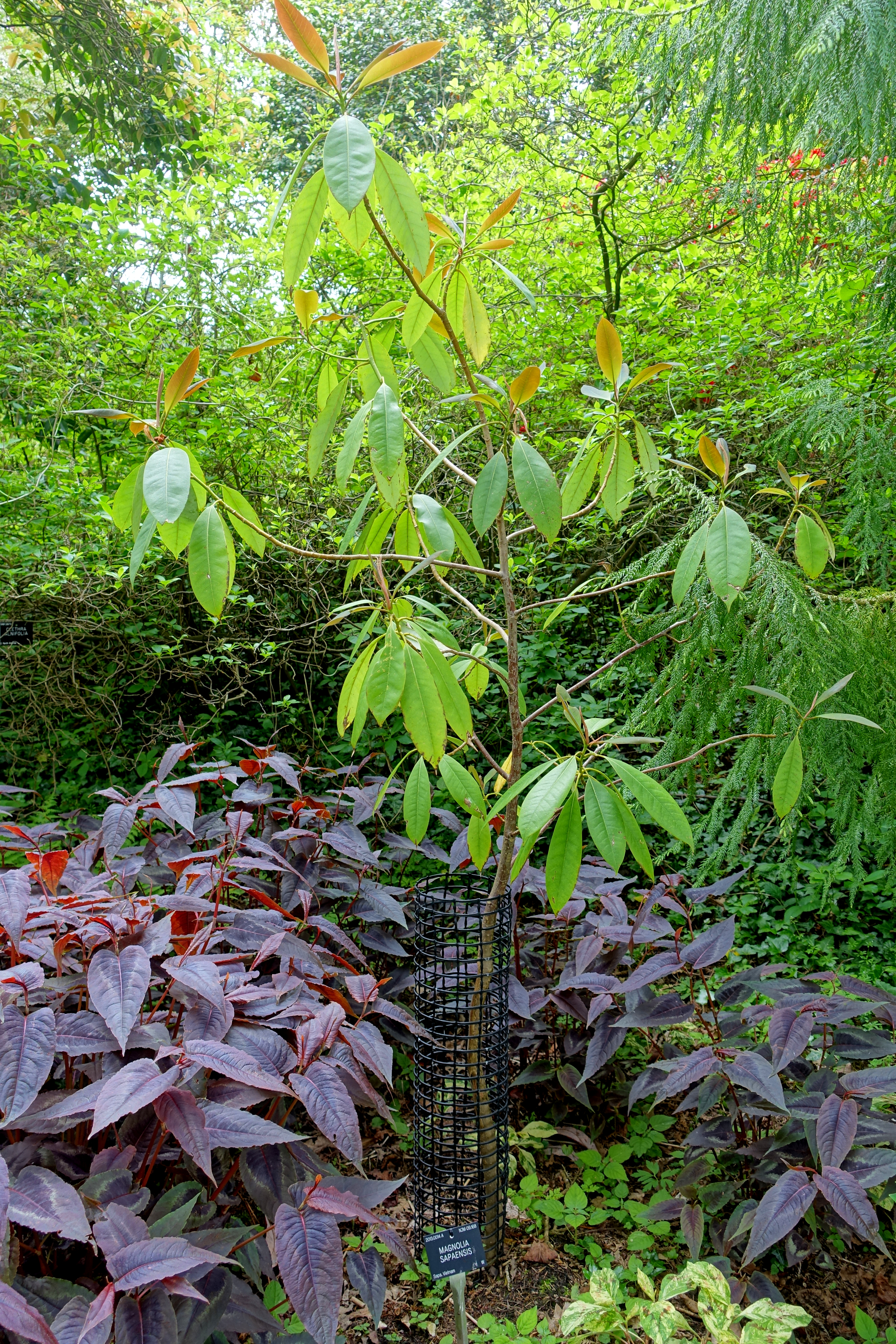
Magnolia sapaensis

Magnolia sapaensis är en magnoliaväxtart som först beskrevs av Nian He Xia och Q.N.Vu, och fick sitt nu gällande namn av John M. Grimshaw och Macer. Magnolia sapaensis ingår i släktet Magnolia och familjen magnoliaväxter. Inga underarter finns listade i Catalogue of Life.